# Baal lovagjai
Baal lovagjai (Les Compagnons de Baal) hét részes fekete-fehér francia tévéfilmsorozat Pierre Prévert rendezésében.
A sorozatot a Francia Televízió, az ORTF 3-as csatornáján vetítették először 1968. július 29. és szeptember 9. között.
Magyarországon az MTV 2-es csatornájának kísérleti adásai során adták le 1971. november 19-től december 22-ig (péntekenként és szerdánként váltakozva), amit akkoriban megfelelő készülék, illetve adapter hiányában csak kevesen láthattak.
Sikeréhez hozzájárult, hogy Lefranc felügyelő szerepét René Dary alakította, akit a magyar nézők a Belphegor, avagy a Louvre fantomja (1965) című tévéfilmsorozatban hasonló szerepben már megismertek és megkedveltek.

## Epizódok
1. Diogenész titka (Le Secret de Diogène)
2. A Szent Lajos sziget rejtelmei (Les Mystères de l'Île Saint Louis)
3. A fekete rém (Le Spectre rouge)
4. A rejtélyes Lomer professzor (L'Inquiétant Professeur Lomer)
5. A treff nyolcas éjszakája (La Nuit du huit de trèfle)
6. Nostradamus öröksége (L'Héritage de Nostradamus)
7. Lilian ébredése (L'Éveil de Liliane)

## A történet
Egy sátánista titkos társaság, a Baal Lovagjai összeesküvésének célja a világ feletti uralom megszerzése. A társaságot nagymesterük, Hubert de Mauvouloir vezeti. Semmi sem állhatja útjukat, hogy növeljék a hatalmukat. Nem riadnak vissza semmilyen bűnténytől: emberrablástól sőt gyilkosságtól sem.
A nagymester valóságos kaméleonként képes bárkinek az alakját felvenni és ezáltal akár elrejtőzni üldözői elől.
Egy fiatal nő és egy újságíró veszi fel velük az egyenlőtlennek látszó küzdelmet.

## Szereplők
- Françoise Cordier - Claire Nadeau (Szegedi Erika)
- Claude Leroy - Jacques Champreux (Tordy Géza)
- Lefranc felügyelő - René Dary
- Pierrot Robichat - Gérard Zimmermann (Kertész Péter)
- Hubert de Mauvouloir (De Plassans polgármester, Lomer professzor, Malshadoc, Saint-Germain gróf) - Jean Martin (Tomanek Nándor)
- Joseph - Jean Herbert
- Ukobach lovag - Étienne Decroux
- Fleuros lovag - Gaston Floquet
- Xaphan lovag - Marc Fraiseau
- Astaroth lovag - Bernard Tixier
- Andras - Raymond de Baecker
- Jacques Arnaud (Diogenész) - Raymond Bussières (Tyll Attila)
- Viviane Arnaud / Liliane, a bolond lány - Martine Redon

## Forgatási helyszínek
A külső felvételek Párizs utcáin készültek. További helyszínek voltak az oise megyei Gournay-sur-Aronde, a Montberneaume kastély és Yèvres-le-Châtel falu a Loire völgyében, a kutyatemető Asnières-sur-Seine-ben, Párizs külvárosában (4 Pont de Clichy).
A nagymester lakása a párizsi Szent Lajos-szigeten az Orléans-rakpart 30-as számú házában volt (Quai d'Orléans 30).
A kitömött állatok múzeuma az Evolúciós Kiállítás (Grande Galerie de l'Evolution) a Geoffroy Saint-Hilaire utca 36.-ban.
A több epizódban is megjelenő tavas barlang a Naours-i barlang (Amiens közelében).

## Érdekességek
A forgatókönyvet Jacques Champreux, Louis Feuillade némafilm rendező és forgatókönyv író unokája írta, aki ezzel mintegy tisztelegni szeretett volna nagyapja emléke előtt, aki annak idején több nagy sikerű thriller rendezője és írója volt (Fantomas, Vámpírok, Judex). Több filmjében Arthur Bernèdevel, a Belphégor történetek írójával közösen dolgoztak.
A harmadik epizódban Lefranc felügyelő az újságíró lakásán folyóiratok közt kotorászva több erre utaló relikviát és egy Fantomas-könyvet talál.
A felügyelőt alakító René Dary egyébként gyerekszínészként Louis Feuillade több mint nyolcvan főleg rövidfilmjében szerepelt az 1910-es évek elején.
A filmsorozat az OAS tevékenységének megszűnése után pár évvel került bemutatásra. A magas, sovány, társai közül fejjel kimagasló Nagymester és hanghordozása némileg az akkori elnökre, de Gaulle tábornokra emlékeztet, de ez valahogy elkerülte a nézők figyelmét.
A filmben több halvány utalás lelhető fel az 1965-ös Belphégor tévésorozatra. Az abban főszerepet játszó felügyelő szerepeltetése. Maga Baal, ugyanis Belphégor eredeti kánaáni neve Baál Peor volt.[pontosabban?] Továbbá hogy Bernède eredeti Belphégor történetében is az ügyet egy újságíró nyomozza ki. Valamint a filmben szerepel Isaac Alvarez is, aki a  Belphegor sorozat jeleneteiben a jelmezt viselte, s aki egyébként ott egy komornyikot alakított.
A lovagok nevei nálunk kevésbé közismert ördögnevek.
A középkori templomos lovagokat többek között vádolták ördögimádással is.
A korabeli kritika felhánytorgatta a filmsorozat naivitásait. Azonban a műfaj francia alkotásaira jellemző egyfajta képregényszerú túljátszás. Ami a többi hasonló francia filmtől megkülönbözteti, az inkább az önirónia szinte teljes hiánya. Bár egy ponton ez az enyhület nélküli komolyság is egyfajta önirónia megnyilvánulásának tekinthető. Bár lehet, hogy csak mai szemmel.
Mindezek ellenére úgy tűnik, egykori nézői emlékezetéből mégsem kopott ki évtizedek alatt sem.